# Suncus stoliczkanus
Suncus stoliczkanus — вид землерийок середнього розміру. Він світло-сірого кольору з жовтим хутром навколо горла та грудей, порівняно великими вухами та хвостом, що становить приблизно 50–70% довжини тіла. Цей вид землерийок широко розповсюджений, зустрічається в Індії, Непалі, Пакистані та, можливо, Бангладеш, у садах і трав'янистих набережних поблизу водотоків (регіони Сінд і Пенджаб, Індія), під купами хмизу в лісопосадках (Пенджаб), а також під кам'яними основами стін в Катіаварі (Roberts, 1977), а також у пустельних і посушливих країнах (Hutterer, 1993). Наскільки відомо, землерийка Андерсона веде здебільшого нічний спосіб життя та самотній спосіб життя. Розмноження може тривати цілий рік.